# Catherine Scorsese
Catherine Scorsese (n. Cappa; n. 16 aprilie 1912, New York City, New York, SUA – d. 6 ianuarie 1997, New York City, New York, SUA) a fost o actriță americană, care a jucat în filmul Goodfellas. Fiica unor imigranți siciliani, aceasta s-a căsătorit cu Charles Scorsese cu care a avut 2 copii, unul dintre ei fiind regizorul Martin Scorsese.